# Childebrand
Childebrand († nach 751) duc (Herzog) von Provence, war ein Sohn von Pippin dem Mittleren und wahrscheinlich dessen Konkubine (d. h., Childebrand hatte kein Anspruch auf das Erbe des Vaters). Pippin der Jüngere war sein Neffe.

## Leben und Leistungen
Heute noch ist nicht eindeutig geklärt ob Chalpaida, die zweite Frau von Pippin, neben Karl Martell auch die Mutter von Childebrand ist. In der Fredegar-Chronik wird Childebrand als germanus von Karl [also Bruder väterlicherseits, möglicherweise auch mütterlicherseits (Halbbruder oder Vollbruder)] oder auch als avunculus (Onkel) von Pippin dem Jüngeren bezeichnet. Er hatte ein Grafenamt in Burgund inne und erhielt von Karl Martell Besitz im Gau von Belun.
Bei den Schlachten in Avignon und in Narbonne (737), gegen die eingefallenen Sarazenen diente er als Feldherr unter Karl Martell. 739/740, bei Burgund diente er als Feldherr unter Pippin dem Jüngeren.
Childebrand betreute außerdem die zweite Fortsetzung der Fredegar-Chronik bis zu seinem Tod (751).

## Nachkommen
Childebrand war verheiratet; über seine Gattin ist nichts bekannt. Aus dieser Ehe ging Nibelung I. (* 725; † 786), Graf von Vexin hervor. Dieser übernahm ab 751 die Historiografie über das Frankenreich (Fredegarische Chronik). Die Nibelung-Familie in Frankreich nennt man dort auch Nivelon, Névelon, Nébelon.